# Sira Escudero
Sira Escudero, coniugata Green (26 aprile 1932 – 21 ottobre 2006), è stata una cestista paraguaiana.

## Carriera
Con il Paraguay ha disputato i Campionati mondiali del 1953 e ha vinto la medaglia d'oro ai Campionati sudamericani del 1952.